# エスタディオ・ベニート・ビジャマリン
エスタディオ・ベニート・ビジャマリン（スペイン語: Estadio Benito Villamarín）は、スペイン・アンダルシア州セビリアにあるスタジアム。ラ・リーガプリメーラ・ディビシオンに所属するレアル・ベティスのホームスタジアムとなっている。収容人数60,720人。

## 歴史
1928年に建設が始まり、1929年3月17日、スペイン代表対ポルトガル代表の親善試合でこけら落しとなった。なお、試合はスペイン代表が5-0でポルトガル代表を下している。
1929年の開場以降、セビリア自治体所有のスタジアムであったが、1961年にセビリア自治体からレアル・ベティスがスタジアムを買い取り、同時にエスタディオ・ベニート・ビジャマリン (Estadio Benito Villamarín)と命名した。1980年、1982 FIFAワールドカップの開催スタジアムに選ばれると、メインスタンドとバックスタンドを爆破して解体し、FIFAが要求する新しいスタンドを建設した。そのワールドカップでは、グループ6の2試合のみが行われ、いずれも40,000人以上の観客を動員した。
1997年、当時のレアル・ベティス会長であったマヌエル・ルイス・デ・ロペーラが独断でエスタディオ・マヌエル・ルイス・デ・ロペーラ (Estadio Manuel Ruiz de Lopera)へとスタジアム名を改名した。しかし、ソシオたちにとっては納得のいかない判断であったため、ロペーラ会長が退任した2010年にソシオらの投票によってベニート・ビジャマリンへと戻された。
2016年、老朽化の進んでいた南側のスタンドを取り壊し、新スタンドの新設が進められた。最終的には2017-18シーズン開幕前の2017年8月に工事は竣工し、収容人数は60,720人へと増加した。

## 開催された主な試合
- 1982 FIFAワールドカップ

| 日付          | ホームチーム | 結果 | アウェーチーム   | ラウンド  |
| ------------- | ------------ | ---- | ---------------- | --------- |
| 1982年6月18日 | ブラジル     | 4-1  | スコットランド   | グループ6 |
| 1982年6月23日 | ブラジル     | 4-0  | ニュージーランド | グループ6 |

- 国際Aマッチ

| 日付           | ホームチーム | 結果 | アウェーチーム | 大会                          |
| -------------- | ------------ | ---- | -------------- | ----------------------------- |
| 1929年3月17日  | スペイン     | 5-0  | ポルトガル     | 親善試合                      |
| 1991年10月12日 | スペイン     | 1-2  | フランス       | UEFA EURO 1992予選            |
| 2018年10月15日 | スペイン     | 2-3  | イングランド   | UEFAネーションズリーグ2018-19 |

一部抜粋。一覧はes:Estadio Benito Villamarín#Selección españolaを参照。
- 国内大会

| 日付          | ホームチーム | 結果 | アウェーチーム | 大会                        |
| ------------- | ------------ | ---- | -------------- | --------------------------- |
| 2019年5月25日 | FCバルセロナ | 1-2  | バレンシアCF   | コパ・デル・レイ2018-19決勝 |

## ギャラリー

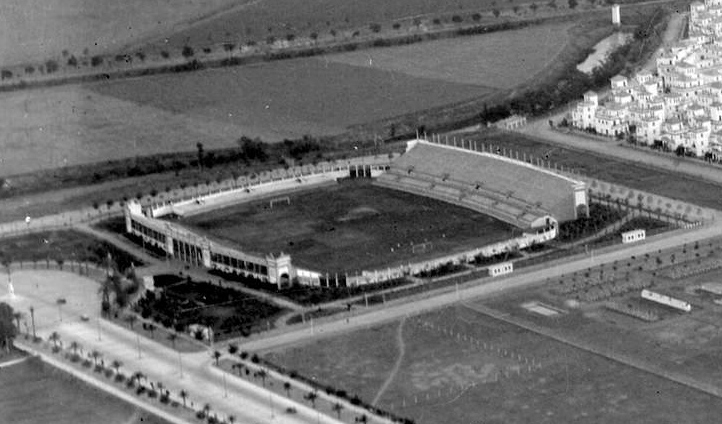
スタジアムの空撮 (1929年)
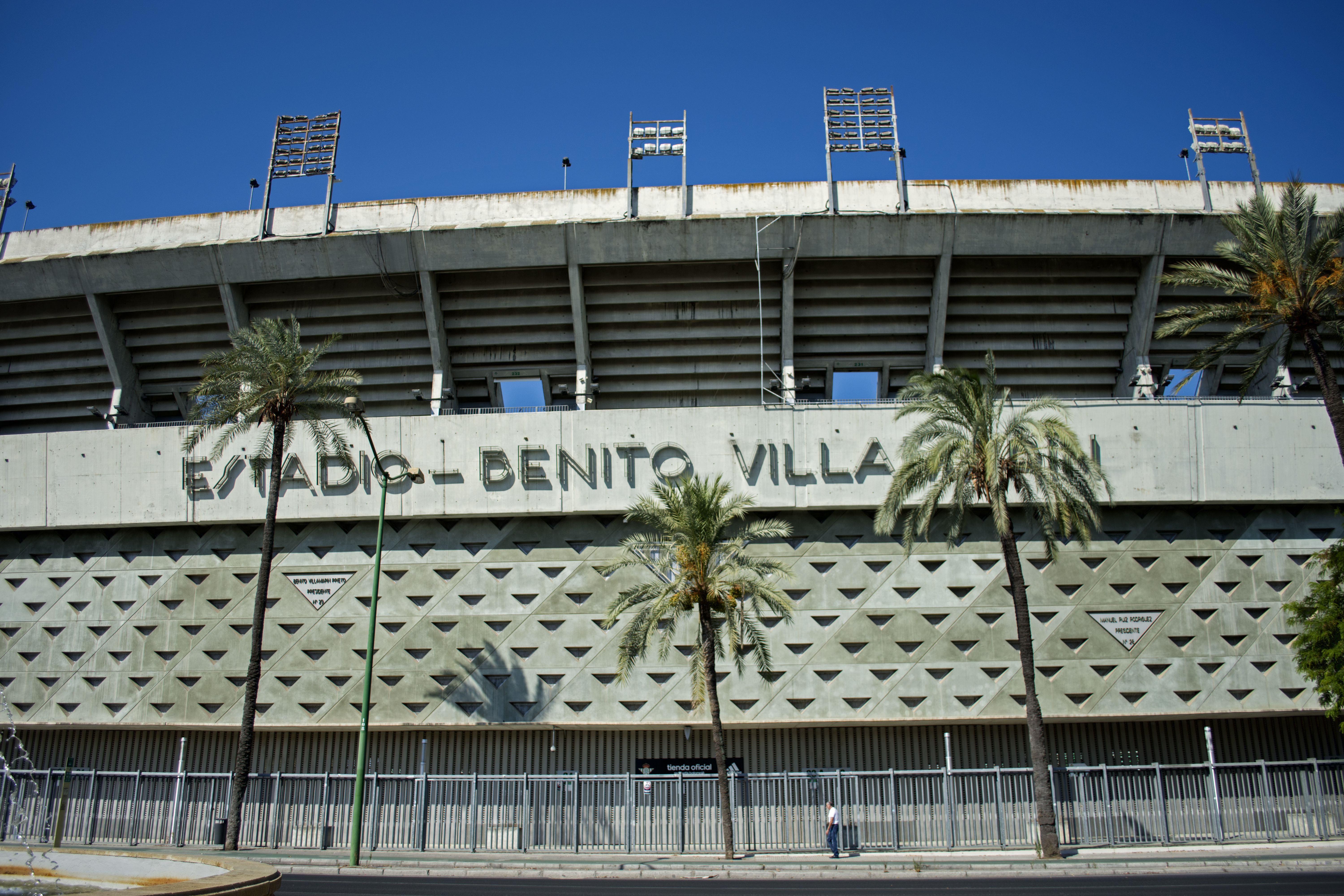
スタジアムのロゴ
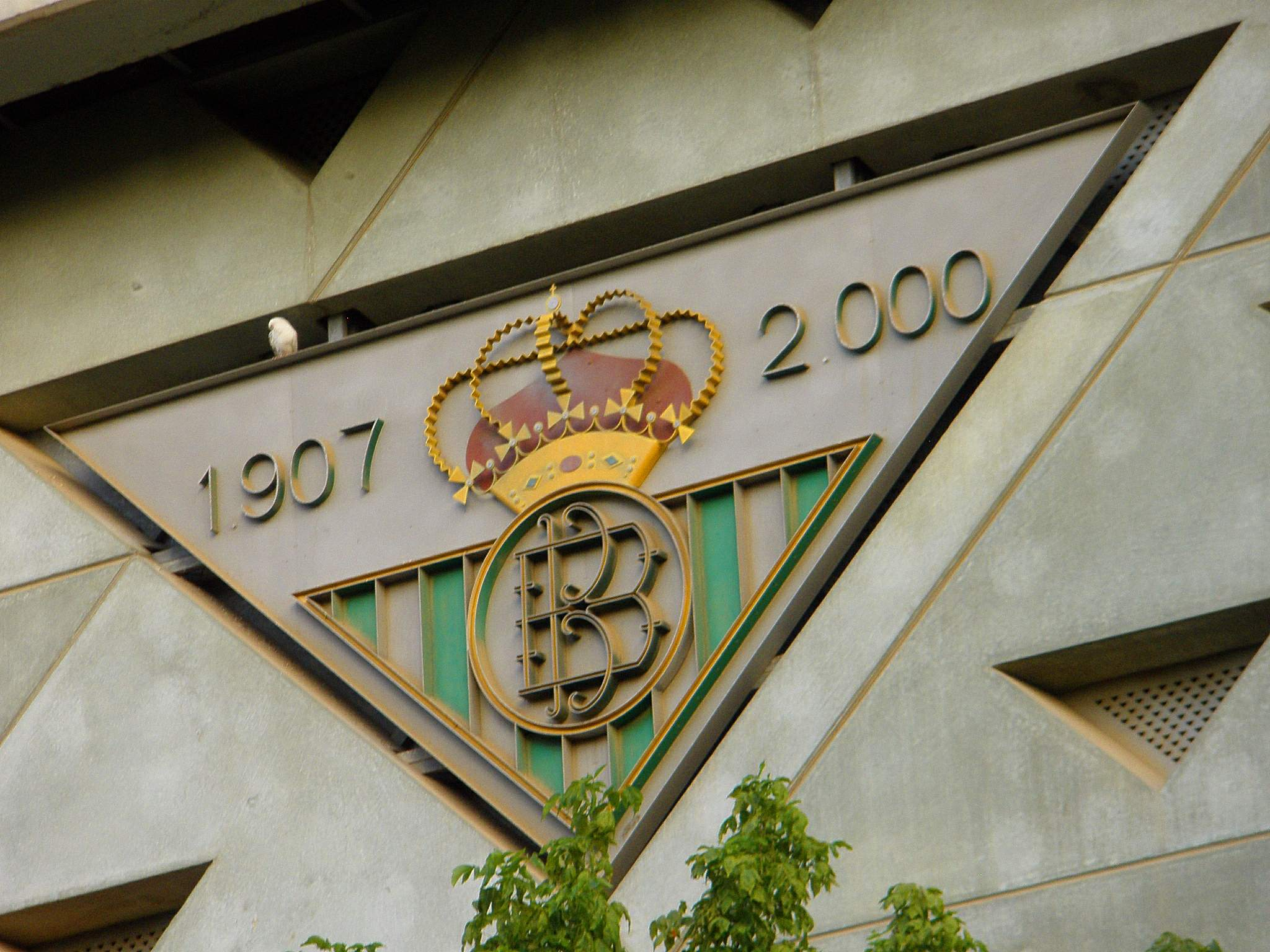
スタジアム外壁にあるエンブレム
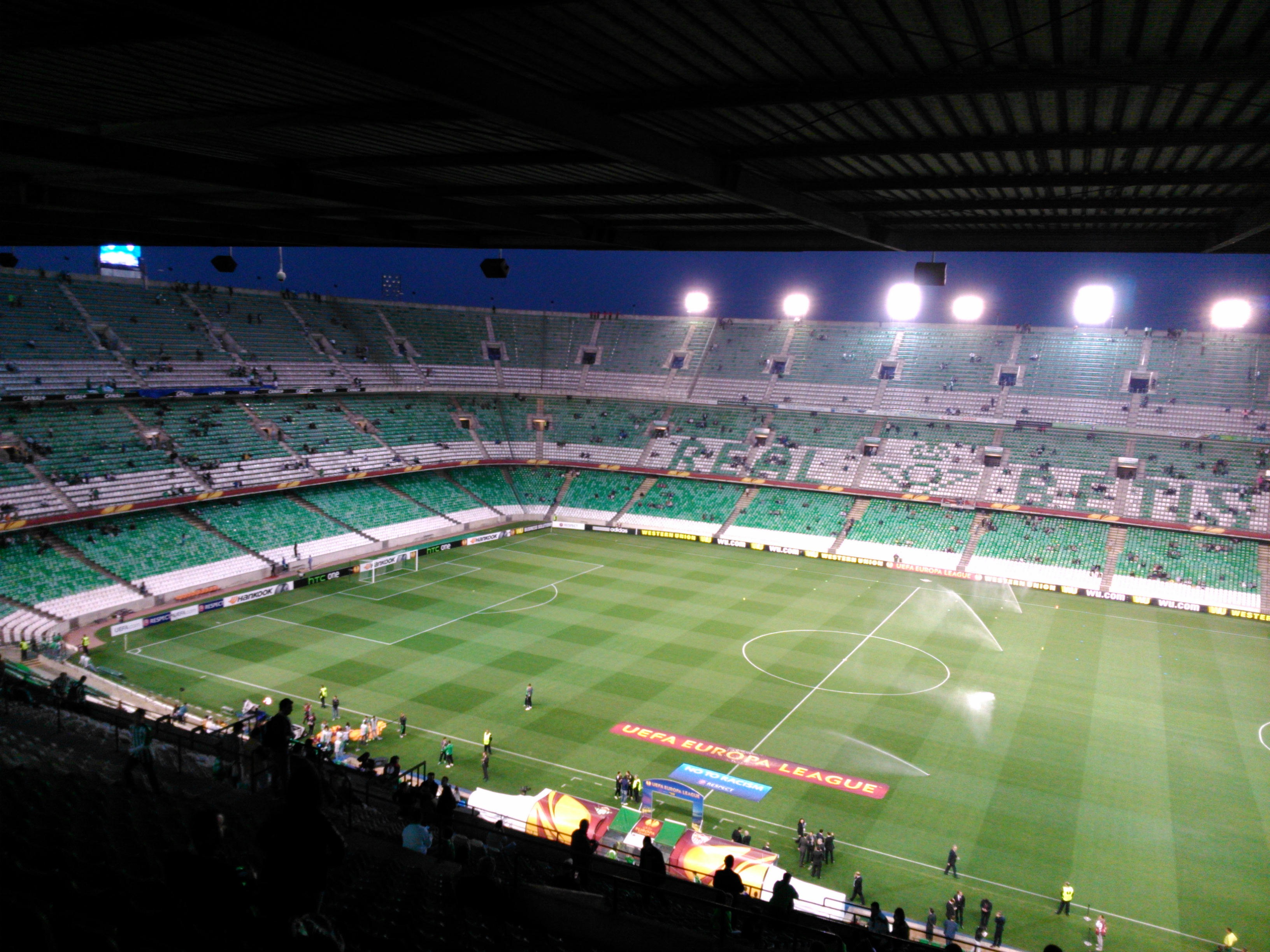
夜のスタジアム
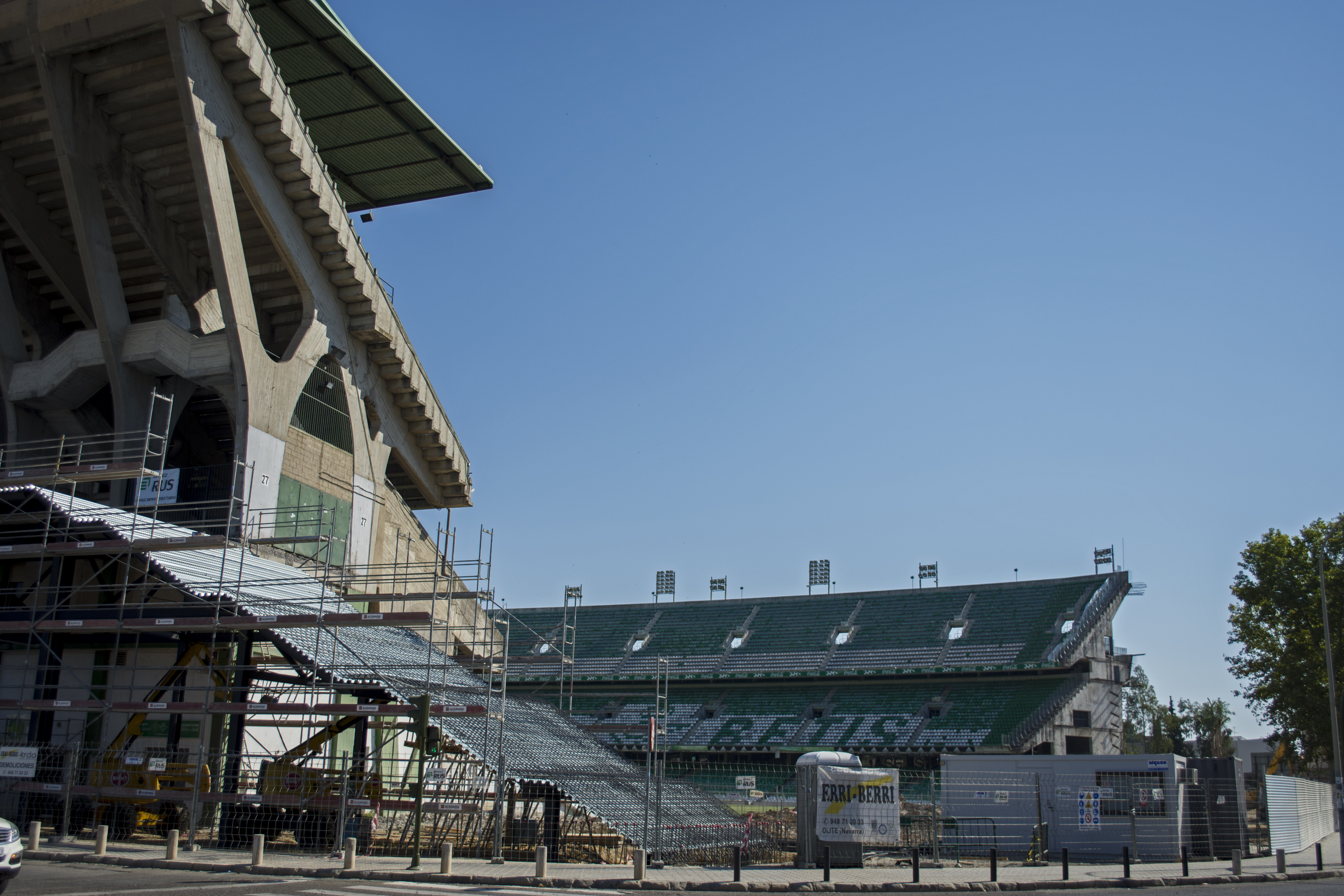
改修中のスタジアム (2016年)
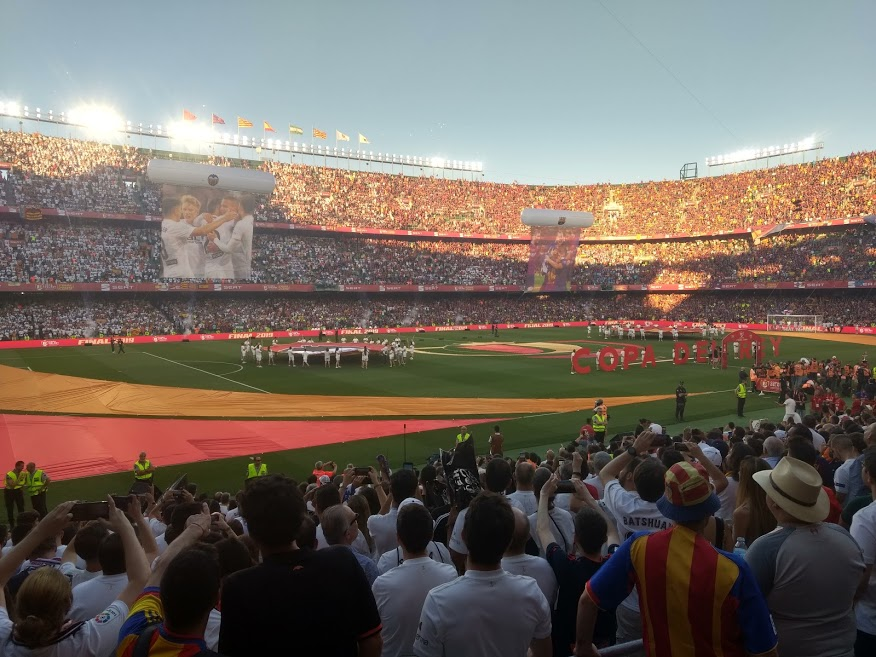
コパ・デル・レイ2018-19決勝